# Bob Hite
Robert Ernest Hite, conosciuto come Bob The Bear (L'Orso) (Torrance, 26 febbraio 1943 – Tallahassee, 5 aprile 1981), è stato un cantante e musicista statunitense.

## Biografia
Noto per essere stato il cantante principale nonché fondatore, insieme ad Alan Wilson e Henry Vestine, della blues-rock band statunitense Canned Heat dal 1965 fino alla sua morte, avvenuta nel 1981.
Suonò in due dei più importanti festival degli anni sessanta: il Monterey Pop Festival, nel 1967, e il festival di Woodstock nel 1969.
In viaggio con la sua band, The Bear sniffò, convinto si trattasse di cocaina, un'ingente quantità di eroina che lo portò al collasso ed in breve tempo alla morte.